# The Open Road (film 1913)
The Open Road è un cortometraggio muto del 1913 diretto da Oscar Apfel.
Lo sceneggiatore Forrest Halsey, che firmerà nella sua carriera una settantina di film, è qui al suo secondo soggetto per il cinema.

## Produzione
Il film venne prodotto dalla Reliance Film Company.

## Distribuzione
Distribuito dalla Mutual, il film - un cortometraggio in due bobine - uscì nelle sale cinematografiche statunitensi il 23 gennaio 1913.